# 1000 Vivos
1000 Vivos es un álbum en vivo de la banda de reggae argentina Los Pericos. Las pistas provienen de un concierto de 1997 en Buenos Aires, que celebra el décimo aniversario de la banda y de un concierto de 1999 celebrando primeros 1000 shows de la banda.
La presentación oficial del álbum, se celebró en el Estadio Obras Sanitarias, donde como pocas veces vio el estadio, más de 6.000 personas en el interior y otras 2.000 personas escuchando desde la calle.

## Lista de canciones
| N.º | Título                                            | Duración |  |
| 1.  | «La Hiena»                                        | 4:40     |  |
| 2.  | «Párate y Mira»                                   | 4:03     |  |
| 3.  | «Nada Que Perder»                                 | 4:23     |  |
| 4.  | «Home Sweet Home» (con Los Auténticos Decadentes) | 3:39     |  |
| 5.  | «Runaway»                                         | 1:50     |  |
| 6.  | «Eso Es Real»                                     | 2:07     |  |
| 7.  | «Ocho Rios» (con Fito Páez)                       | 3:28     |  |
| 8.  | «Rata China»                                      | 1:55     |  |
| 9.  | «Sin Cadenas» (con Guillermo Bonetto)             | 4:34     |  |
| 10. | «Monkey Man»                                      | 1:21     |  |
| 11. | «Voy Caminando Lento»                             | 1:22     |  |
| 12. | «Su Galán»                                        | 4:08     |  |
| 13. | «Bajo el Mismo Cielo» (con Zeta Bossio)           | 4:58     |  |
| 14. | «Pupilas Lejanas»                                 | 3:50     |  |
| 15. | «Boulevard»                                       | 4:13     |  |
| 16. | «Eu VI Chegar»                                    | 3:25     |  |
| 17. | «Waitin'»                                         | 2:50     |  |
| 18. | «Amandla»                                         | 4:28     |  |
| 19. | «Jamaica Reggae»                                  | 3:38     |  |
| 20. | «No Me Pares»                                     | 4:02     |  |